# Rescue Me (bài hát của Madonna)
"Rescue Me" là một bài hát của ca sĩ người Mỹ Madonna nằm trong album tuyệt phẩm đầu tiên của cô The Immaculate Collection (1990). Đây là đĩa đơn thứ hai trích từ album, phát hành vào ngày 26 tháng 2 năm 1991 bởi Sire Records trong khi tại Vương quốc Anh là đĩa đơn thứ ba.
Bài hát được sáng tác bởi Madonna và Shep Pettibone, người cô từng hợp tác trong nhiều đĩa đơn nổi tiếng như "Vogue" (1990), "This Used to Be My Playground" (1992) cũng như album phòng thu thứ 5 Erotica (1992). Nó lọt vào top 5 của nhiều bảng xếp hạng ở Ireland, Vương quốc Anh, Ý, Nam Phi và đạt vị trí thứ 9 trên Billboard Hot 100 cùng với thành tích ra mắt ở thứ hạng cao nhất lúc bấy giờ tại đây, với vị trí thứ 15.

## Danh sách bài hát
Đĩa Maxi tại Mỹ
1. "Rescue Me" (Mix) - 4:51
2. "Rescue Me" (Titanic Vocal) - 8:15
3. "Rescue Me" (Houseboat Vocal) - 6:56
4. "Rescue Me" (Lifeboat Vocal) - 5:20
5. "Rescue Me" (S.O.S. Mix) - 6:21

Đĩa đơn cassette và 7" tại Mỹ
1. "Rescue Me" (Mix) - 4:51
2. "Rescue Me" (Alternate Single Mix) - 5:06

Đĩa 7" tại Vương quốc Anh
1. "Rescue Me" (Mix) - 4:51
2. "Spotlight" - 6:26

Đĩa CD tại Vương quốc Anh
1. "Rescue Me" (Mix) - 4:51
2. "Rescue Me" (Titanic Vocal) - 8:15
3. "Spotlight" (Mix mở rộng) - 6:26

## Xếp hạng và chứng nhận
| Bảng xếp hạng (1991)                            | - Vị trí - cao nhất |
| ----------------------------------------------- | ------------------- |
| Úc (ARIA)                                       | 15                  |
| Bỉ (Ultratop 50 Flanders)                       | 18                  |
| Canada Top Singles (RPM)                        | 7                   |
| Eurochart Hot 100 Singles                       | 3                   |
| Pháp (SNEP)                                     | 21                  |
| Trường songid là BẮT BUỘC CHO BẢNG XẾP HẠNG ĐỨC | 21                  |
| Ireland (IRMA)                                  | 3                   |
| Italy FIMI                                      | 12                  |
| Hà Lan (Dutch Top 40)                           | 9                   |
| Hà Lan (Single Top 100)                         | 10                  |
| New Zealand (Recorded Music NZ)                 | 18                  |
| Na Uy (VG-lista)                                | 10                  |
| Thụy Điển (Sverigetopplistan)                   | 27                  |
| Thụy Sĩ (Schweizer Hitparade)                   | 11                  |
| Anh Quốc (OCC)                                  | 3                   |
| Hoa Kỳ Billboard Hot 100                        | 9                   |
| Hoa Kỳ Dance Club Songs (Billboard)             | 6                   |

| Quốc gia                                  | Chứng nhận | Số đơn vị/doanh số chứng nhận |
| ----------------------------------------- | ---------- | ----------------------------- |
| Hoa Kỳ (RIAA)                             | Vàng       | 500.000^                      |
| ^ Chứng nhận dựa theo doanh số nhập hàng. |            |                               |

## Phiên bản hát lại
Album tổng hợp năm 2000 Virgin Voices: A Tribute To Madonna, Vol. 2 gồm một bản cover của Adeva.